# Wielersport op de Olympische Zomerspelen 2020 – Ploegenachtervolging mannen
De ploegenachtervolging voor mannen op de Olympische Zomerspelen 2020 vond plaats op maandag 2, dinsdag 3 en woensdag 3 augustus 2021 in de Velodroom van Izu.  

## Resultaten
| rang   | land             | renners                                                              | tijd finale |
| ------ | ---------------- | -------------------------------------------------------------------- | ----------- |
| Goud   | Italië           | Simone Consonni Filippo Ganna Francesco Lamon Jonathan Milan         | 3:42,032    |
| Zilver | Denemarken       | Lasse Norman Hansen Niklas Larsen Frederik Rodenberg Rasmus Pedersen | 3:42,198    |
| Brons  | Australië        | Kelland O'Brien Leigh Howard Luke Plapp Sam Welsford                 |             |
| 4      | Nieuw-Zeeland    | Aaron Gate Regan Gough Jordan Kerby Campbell Stewart                 |             |
| 5      | Canada           | Vincent De Haître Michael Foley Derek Gee Jay Lamoureux              | 3:46,324    |
| 6      | Duitsland        | Felix Groß Roger Kluge Leon Rohde Domenic Weinstein                  | 3:50,023    |
| 7      | Groot-Brittannië | Ethan Hayter Charlie Tanfield Ethan Vernon Oliver Wood               | 3:45,636    |
| 8      | Zwitserland      | Stefan Bissegger Robin Froidevaux Valère Thiébaud Cyrille Thièry     | 3:50,041    |

1908: Jones, Kingsbury, Meredith, Payne ·
1920: Magnani, Carli, Ferrario, Giorgetti ·
1924: De Martini, Dinale, Menegazzi, Zucchetti ·
1928: Facciani, Gaioni, Lusiani, Tasselli ·
1932: Pedretti, Borsari, Cimatti, Ghilardi ·
1936: Nizerhy, Charpentier, Goujon, Lapébie ·
1948: Decanali, Adam, Blusson, Coste ·
1952: Morettini, Campana, de Rossi, Messina ·
1956: Gasparella, Domenicali, Faggin, Gandini ·
1960: Vigna, Arienti, Testa, Vallotto ·
1964: Streng, Claesges, Henrichs, Link ·
1968: Lyngemark, Olsen, Asmussen, Jensen ·
1972: Schumacher, Colombo, Haritz, Hempel ·
1976: Vonhof, Braun, Lutz, Schumacher ·
1980: Manakov, Movtsjan, Ossokin, Petrakov ·
1984: Grenda, Turtur, Nichols, Woods ·
1988: Jekimov, Kasputis, Neljoebin, Oemaras ·
1992: Fulst, Glöckner, Lehmann, Steinweg ·
1996: Capelle, Ermenault, Monin, Moreau ·
2000: Fulst, Bartko, Becke, Lehmann ·
2004: Brown, McGee, Lancaster, Roberts ·
2008: Clancy, Manning, Thomas, Wiggins · 
2012: Burke, Clancy, Kennaugh, Thomas · 
2016: Burke, Clancy, Doull, Wiggins · 
2020: Consonni, Ganna, Lamon, Milan · 
2024:  Bleddyn, Welsford, Leahy, O'Brien